# روبرت سيسيل مارتن
يعد روبرت سيسيل مارتن، والمعروف باسم «العم بوب»، مؤلف واستشاري برمجية حاسوب أمريكي. وكان مارتن قد تخصص في مجال البرمجيات منذ عام 1970 وعمل كاستشاري برمجيات دولي منذ عام 1990. وفي عام 2001، افتتح اجتماع المجموعة المؤسسة لطرق التطوير البرمجي السريع من تقنيات البرمجة القصوى. كما يعد كذلك أحد الأعضاء الرواد في حركة الحرف البرمجية.
هو كذلك مؤسس ورئيس شركة Object Mentor Inc،
وهي عبارة عن مجموعة من المستشارين الذين يقدمون النصح لعملائهم في سي++ وجافا وبرمجة كائنية التوجه ونماذج التصميم ولغة موحدة للنمذجة والطرق المنهجية السريعة والبرمجة القصوى.
عمل من عام 1996 لعام 1999 كرئيس تحرير لمجلة C++ Report. وفي عام 2002، ألّف التطوير البرمجي السريع: المبادئ والنماذج والممارسات، والذي يقدم مشورة عملية حول التصميم كائني التوجه والتطوير ضمن فريق سريع الأداء. كما نشر عدد من الكتب والمقالات حول الطرق المنهجية للبرامج والبرمجة.

## السيرة الذاتية
- تصميم تطبيقات C++ كائنية التوجه باستخدام طريقة بوتش. 1995. ISBN 0-13-203837-4. {{استشهاد بكتاب}}: الوسيط غير المعروف |دار نشر= تم تجاهله (مساعدة)
- التطوير البرمجي السريع: المبادئ والنماذج والممارسات. 2002. ISBN 0-13-597444-5. {{استشهاد بكتاب}}: الوسيط غير المعروف |دار نشر= تم تجاهله (مساعدة)
- الكود الواضح: دليل الحرف البرمجية النشطة. 2008. ISBN 0-13-235088-2. {{استشهاد بكتاب}}: الوسيط غير المعروف |دار نشر= تم تجاهله (مساعدة)

## وصلات خارجية
- روبرت سيسيل مارتن على موقع ميوزك برينز (الإنجليزية)
- روبرت سيسيل مارتن على موقع ديسكوغز (الإنجليزية)
- Agile Manifesto Signatories نسخة محفوظة 18 يونيو 2014 على موقع واي باك مشين.
- Bob Martin at BooksForGeeks